# Гоніння на німців (1941–1950)
48°41′27″ пн. ш. 9°08′26″ сх. д. / 48.690959° пн. ш. 9.14062° сх. д.

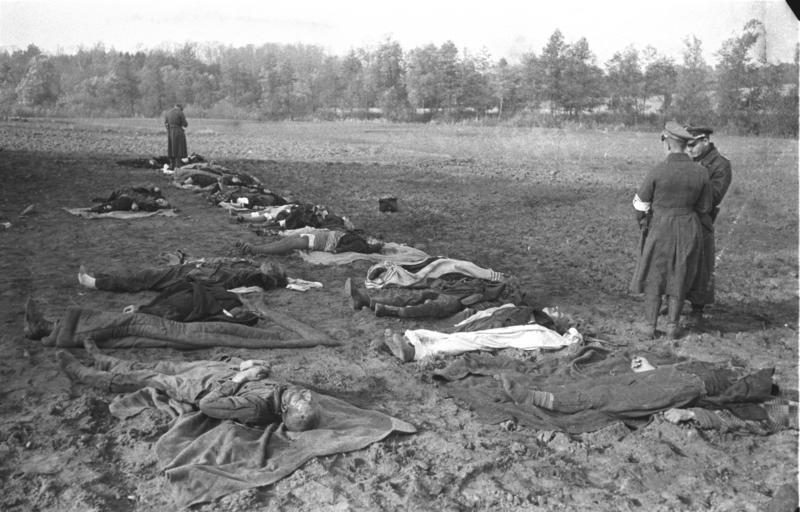
Німці, вбиті радянськими солдатами (Східна Пруссія, 1944)

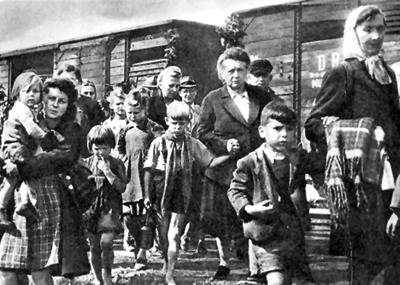
Вигнання судетських німців (Чехословаччина, 1945)

Гоніння на ні́мців — переслідування, вбивства і депортації німців із ряду європейських країн у 1941—1950 роках, у ході Другої світової війни та в післявоєнний період. Сталися внаслідок поразки Німеччини у війні як реакція на національну політику нацистського уряду щодо місцевого ненімецького населення. Мали характер відплатних етнічних чисток і геноциду проти етнічних німців (нім. Volksdeutsche) і німецьких громадян (нім. Reichsdeutsche). У ході гонінь були знищені історичні німецькі спільноти, які століттями існували в Центральній, Східній і Південній Європі — Богемії, Сілезії, Померанії, Східній Пруссії, Балтиці, Україні, Угорщині, Румунії, Югославії. Розпорядниками німецького майна став СРСР та його сателіти: соціалістичні уряди Чехословаччини, Польщі, Угорщини, Румунії тощо. Ідеї вигнання німців із чеських і польських земель висловлював ще у 1942 році Вінстон Черчіль, а також деякі представники урядів Польщі і Чехословаччини у вигнанні. Проте на практиці першу спробу знищення німецьких анклавів у Східній Європі здійснив радянський уряд Сталіна, який 1941 року депортував українських німців до Центральної Азії. Перші великі вбивства і гоніння відбулися наприкінці 1944 року зі вступом радянських сил до Східної Пруссії. Станом на 1950 рік близько 12 млн німців утекли або були вигнані на територію окупованих союзниками Німеччини і Австрії. Згідно зі статистикою Західної Німеччини, це число було більшим — 14,6 млн осіб, до яких зараховувалися етнічні німці, переселені нацистами, а також діти переселенців і вигнанців. Близько 7 млн осіб походили з теренів, що увійшли до складу Польщі й СРСР, а 3 млн — з території Чехословаччини. В ході гонінь загинули, за різними підрахунками, від 500 тисяч до 2,5 млн німців. Багато людей були інтерновані у концтаборах країн-переможців або використовувалися як рабська сила на будівництві.

## Історія
- Депортація радянських німців під час Другої світової війни
- Депортація угорців та німців Закарпаття 1944-45 років
- Примусова праця німців у СРСР
- Зґвалтування під час окупації Німеччини